# Военно-исторический музей (Алма-Ата)
Военно-исторический музей Министерства обороны Казахстана — филиал Военно-исторического музея Казахстана в Алма-Ате (Казахстан).

## История
Военно-исторический музей Министерства обороны был открыт в 1965 году при окружном Доме офицеров Среднеазиатского военного округа (ныне здание Музея музыкальных инструментов). В 1978 году в рамках реконструкции Парка 28-ми гвардейцев-панфиловцев было построено новое монументальное здание Дома офицеров, в которое и переехал музей.
В 2015 году начался процесс создания Военно-исторического музея Министерства обороны в Астане, для чего ему было передано здание Национальной картинной галереи. Это вызвало протесты со стороны общественности, опасавшейся, что все экспонаты будут вывезены из Алма-Аты в новый музей. Однако в Министерстве Обороны пояснили, что это фактически расширение существующего музея, который теперь будет находиться в двух городах. Часть экспонатов временно будет демонстрироваться в Астане, но позже вернётся в Дом офицеров, после реконструкции помещений.
В 2016 году музей в Алма-Ате стал частью филиала Национального военно-патриотического центра Вооруженных сил РК.

## Экспозиция
Выставочный комплекс расположен на площади 2 200 квадратных метров. Экспонаты музея представляют большую коллекцию советской военной техники и вооружения, использовавшихся с начала XX века. В музее представлено четыре коллекции: бронетанковое вооружение и техника, наземная артиллерия и минометы, силы воздушной обороны, специальная техника. Коллекция представлена 122 единицами вооруженной техники. Ряд экспонатов музея, например военные автомобили, раритетные и опытные образцы военной техники, существуют в единственном экземпляре. В отдельном зале представлены коллекции знамён, а также оружия и реликвий боевой славы. Коллекция музея представлена макетами самолетов, бронированных тягачей, пушек и зенитных установок, ракет, разведывательных дозорных машин, военных катеров, танков.
Особое место в музее отведено материалам 316 стрелковой дивизии имени И. Панфилова, которая была сформирована в Алма-Ате летом 1941 года. Эта экспозиция была собрана дочерью генерала Панфилова, Валентиной, и включает в себя диораму Битвы за Москву, личные вещи солдат, реликвии из Брестской крепости.
Отдельный стенд посвящен советскому военачальнику танковому асу гвардии подполковнику Г. А. Адильбекову — единственному из представителей народов Центральной Азии командиру отдельной танковой бригады.
Также музей освещает период войны в Афганистане, в отдельном зале представлен список казахстанцев, погибших в той войне.